# Andre Begemann
Andre Begemann (Lemgo, 12 de julho de 1984) é um tenista profissional alemão.

## ATP finais

### Duplas: 7 (4 títulos, 3 vices)
| Legenda                           |
| Grand Slam (0–0)                  |
| ATP World Tour Finals (0–0)       |
| ATP World Tour Masters 1000 (0–0) |
| ATP World Tour 500 Series (0–0)   |
| ATP World Tour 250 Series (4–3)   |

| Finais por Piso |
| Duro (1–2)      |
| saibro (2–0)    |
| Grama (1–1)     |
| Carpete (0–0)   |

| Posição | N. | Data             | Torneio                                           | Piso     | Partner        | Oponentes                        | Placar                |
| Campeão | 1. | Outubro 21, 2012 | Erste Bank Open, Vienna, Áustria                  | Duro (i) | Martin Emmrich | Julian Knowle Filip Polášek      | 6−4, 3−6, [10−4]      |
| Vice    | 1. | Janeiro 6, 2013  | Chennai Open, Chennai, India                      | Duro     | Martin Emmrich | Benoît Paire Stanislas Wawrinka  | 2−6, 1−6              |
| Campeão | 2. | Maio 25, 2013    | Power Horse Cup, Düsseldorf, Alemanha             | Saibro   | Martin Emmrich | Treat Conrad Huey Dominic Inglot | 7–5, 6–2              |
| Vice    | 2. | Junho 22, 2013   | Topshelf Open, 's-Hertogenbosch, Holanda          | Grama    | Martin Emmrich | Max Mirnyi Horia Tecău           | 3–6, 6–7(4–7)         |
| Campeão | 3. | Junho 15, 2014   | Gerry Weber Open, Halle, Alemanha                 | Grama    | Julian Knowle  | Marco Chiudinelli Roger Federer  | 1–6, 7–5, [12–10]     |
| Campeão | 4. | Julho 27, 2014   | Crédit Agricole Suisse Open Gstaad, Gstaad, Suíça | Saibro   | Robin Haase    | Rameez Junaid Michal Mertiňák    | 6–3, 6–4              |
| Vice    | 3. | Outubro 19, 2014 | Erste Bank Open, Vienna, Áustria                  | Duro (i) | Julian Knowle  | Jürgen Melzer Philipp Petzschner | 6–7(6-8), 6–4, [7-10] |